# サーカス・ポルカ
『サーカス・ポルカ』（Circus Polka: For a Young Elephant ）は、イーゴリ・ストラヴィンスキーがサーカス・バンドのために作曲した吹奏楽曲、および管弦楽曲。正式な題名は『若い象のためのサーカス・ポルカ』。

## 概要
ニューヨークのバーナム&ベイリー・サーカス団の委嘱によって、ゾウのバレエのための曲として作曲された。このバレエの振り付けはジョージ・バランシンが担当し、ストラヴィンスキーにポルカの作曲を依頼した。
当時ストラヴィンスキーは『協奏的舞曲』の作曲中だったが、1941年のクリスマスごろにスケッチをはじめ、1942年2月5日にはピアノ用スコアが完成した。サーカスバンド用の楽譜はピアノスコアをもとにデイヴィッド・ラクシンによって書かれたが、編成はハモンドオルガンを含む変則的なものだった。
このバレエは4月9日、マディソン・スクエア・ガーデンにおいて、ピンクのチュチュを身にまとった50頭のゾウたちによって実際に踊られた。バレエはなかなか好評だったようだが、ストラヴィンスキーの音楽を演奏したバンドが、賃金紛争のもつれて解雇されてしまったため、途中からは伴奏がレコードで行なわれるようになり、その結果ストラヴィンスキーの音楽は演奏されなくなってしまったという。
管弦楽版は10月5日に完成し、1944年1月13日にマサチューセッツ州ケンブリッジで作曲者自身の指揮によりボストン交響楽団によって初演された。
曲の終わりの方でシューベルトの『軍隊行進曲』が露骨に引用される。ウォルシュによると、他にチャイコフスキーの交響曲第4番第2楽章中間部の旋律も使われている。
アメリカに定住して間もない頃のストラヴィンスキーのもとには、ジャズバンド用の音楽や映画音楽などの商業主義的色彩の濃い依頼がしばしば持ち込まれ、やっつけ仕事のような作品も少なくない。この曲もそうした作品群のひとつであり、作曲にかかった時間も短いが、ショアンは同時期の他の作品に低い点を与えながらも、『サーカス・ポルカ』についてはストラヴィンスキーの遊戯精神をあらわすものとして高く評価している。

## 録音
オリジナルの吹奏楽版には、秋山和慶指揮東京佼成ウインドオーケストラによる録音（1981年12月）など、複数存在する。
管弦楽版では、例を挙げればイーゴリ・マルケヴィチ指揮ロンドン交響楽団による録音がある。また、ヘルベルト・フォン・カラヤンもこの作品を1回だけ録音している（演奏はベルリン・フィルハーモニー管弦楽団）。

## 編成

### 1942年の吹奏楽版
1948年、ドイツ・ショット社（B. Schott's Söhne）版。
| 木管   | 木管             | 金管         | 金管            | 弦・打       | 弦・打                  |
| ------ | ---------------- | ------------ | --------------- | ------------ | ----------------------- |
| Fl.    | 1 (doubl. Picc.) | Crnt.        | Solo 2, Tutti 3 | Cb.          | -                       |
| Ob.    | -                | Hr.          | 2               | Timp.        | -                       |
| Fg.    | -                | Tbn.         | 4               | 他           | S.D., B.D., Cym., Xylo. |
| Cl.    | Solo 2, Tutti 2  | Eup.         | 2               | 他           | S.D., B.D., Cym., Xylo. |
| Sax.   | Alt. 1 Bar. 1    | Tub.         | 2               | 他           | S.D., B.D., Cym., Xylo. |
| その他 | その他           | Hammond Org. | Hammond Org.    | Hammond Org. | Hammond Org.            |

### 管弦楽版
- フルート2、オーボエ2、クラリネット2、ファゴット2、ホルン4、トランペット2、トロンボーン3、チューバ、打楽器、弦5部[2]。

演奏時間は約4分。